# برايس إيستون
برايس إيستون (بالإنجليزية: Bryce Easton)‏ هو لاعب غولف جنوب أفريقي، ولد في 5 سبتمبر 1987 في ديربان في جنوب أفريقيا.

## وصلات خارجية
- برايس إيستون على موقع رابطة أوروبا للاعبي الغولف المحترفين (الإنجليزية)
- برايس إيستون على موقع التصنيف العالمي الرسمي للغولف (الإنجليزية)